# Croix de la Liberté (Estonie)
La croix de la Liberté (en estonien : Vabadusrist) était une médaille créée par le Premier ministre estonien de l'époque, Konstantin Päts, le 24 février 1919, afin d'honorer des personnes pour leurs services durant la guerre d'indépendance de l'Estonie et conférée en trois grades, chacun en trois classes. Le grade I récompensait le leadership militaire, le grade II le courage personnel et le grade III le service civil. Le grade et la classe sont attachés au nom du récipiendaire sous la forme de lettres post-nominales. La 1ère classe du grade II n'a jamais été conférée. La remise de la croix de la Liberté a pris fin le 19 juin 1925.
L'octroi de la croix de la Liberté a été supprimé par la loi du 19 juin 1925 (RT1 1925, 109/110, 53). La croix de la Liberté peut être à nouveau décernée en cas de guerre menée pour défendre l'indépendance de l'Estonie à compter de la déclaration de l'état de guerre jusqu'à l'entrée en vigueur d'une loi mettant fin à la remise de la croix de la Liberté.
Le dernier récipiendaire survivant de la croix de la Liberté était Karl Jaanus VR II/3, décédé le 6 octobre 2000.
La colonne de la victoire de la guerre d'indépendance à Tallinn, inaugurée en 2009, a pour modèle la croix de la Liberté.

## Design
Le concepteur de la croix de la Liberté est le célèbre artiste estonien Peet Aren. Il a utilisé la croix du grand maître de l'ordre Teutonique (hochmeister) comme base pour la forme de la croix de la Liberté.

## Médailles
- Les rubans changent en fonction de la division..

| Ire classe                       | IIe classe                       | IIIe classe                      |                                  |                                  |                                  |
| Pour le commandement militaire - | Pour le commandement militaire - | Pour le commandement militaire - | Pour le commandement militaire - | Pour le commandement militaire - | Pour le commandement militaire - |
| -------------------------------- | -------------------------------- | -------------------------------- | -------------------------------- | -------------------------------- | -------------------------------- |
|                                  |                                  |                                  |                                  |                                  |                                  |
| Pour le courage personnel -      |                                  |                                  |                                  |                                  |                                  |
|                                  |                                  |                                  |                                  |                                  |                                  |
| Pour le service civil -          |                                  |                                  |                                  |                                  |                                  |
|                                  |                                  |                                  |                                  |                                  |                                  |

## Nationalité des récipiendaires
| Nation      | I/1 | II/1 | III/1 | I/2 | II/2 | III/2 | I/3 | II/3 | III/3 | Totale |
| ----------- | --- | ---- | ----- | --- | ---- | ----- | --- | ---- | ----- | ------ |
| Estonie     | 11  | -    | 18    | 51  | 29   | 8     | 339 | 1672 | 22    | 2150   |
| Finlande    | 5   | -    | 13    | 30  | -    | 7     | 128 | 495  | -     | 678    |
| Royaume-Uni | 14  | -    | 18    | 19  | -    | 10    | 45  | 21   | 2     | 129    |
| Lettonie    | 1   | -    | 6     | 12  | -    | 2     | 5   | 21   | 3     | 50     |
| Danemark    | 1   | -    | 1     | 1   | -    | 1     | 17  | 27   | -     | 48     |
| Pologne     | 1   | -    | 11    | 13  | -    | 4     | 15  | -    | 1     | 45     |
| USA         | 1   | -    | 2     | 8   | -    | 2     | 27  | -    | 3     | 43     |
| France      | 6   | -    | 20    | 1   | -    | 3     | 5   | -    | -     | 35     |
| Suède       | -   | -    | 3     | -   | -    | 1     | 1   | 11   | 2     | 18     |
| Italie      | 2   | -    | 10    | -   | -    | 1     | -   | -    | -     | 13     |
| Bulgarie    | 1   | -    | 1     | -   | -    | -     | -   | -    | 1     | 3      |
| Japon       | -   | -    | 2     | 1   | -    | -     | -   | -    | -     | 3      |
| Hongrie     | -   | -    | 1     | -   | -    | 1     | -   | -    | -     | 2      |
| Lituanie    | -   | -    | 1     | -   | -    | 1     | -   | -    | -     | 2      |
| Argentine   | -   | -    | 1     | -   | -    | -     | -   | -    | 1     | 2      |
| Portugal    | -   | -    | 1     | -   | -    | -     | -   | -    | -     | 1      |
| Colombie    | -   | -    | 1     | -   | -    | -     | -   | -    | -     | 1      |
| Inde        | -   | -    | 1     | -   | -    | -     | -   | -    | -     | 1      |
| Totale      | 43  | -    | 111   | 136 | 29   | 41    | 582 | 2247 | 35    | 3224   |

## Récipiendaires notables de la croix de la Liberté
- Le Soldat inconnu britannique VR I/1
- Le Soldat inconnu français VR I/1
- Le Soldat inconnu italien VR I/1
- La ville de Verdun VR I/1
- Carl Aejemelaeus VR III/2
- Eduard Ahman VR I/3
- Albert Ier (roi des Belges) VR I/1
- Edwyn Alexander-Sinclair VR I/1
- Jānis Balodis VR I/1
- David Beatty, 1er comte de Beatty VR I/1
- Stanley Baldwin, 1er comte Baldwin de Bewdley VR III/1
- Arthur Balfour, 1er comte de Balfour VR III/1
- Krišjānis Berķis VR I/2
- Richard Gustav Borgelin, VR I/2 et II/3
- Herbert Brede VR I/2
- Aristide Briand VR III/1
- William Bridgeman (1er vicomte Bridgeman) VR III/1
- Rudolph Lambart, 10e comte de Cavan VR I/1
- Robert Cecil (1er vicomte Cecil de Chelwood) VR III/1
- Sir Austen Chamberlain VR III/1
- Christian X du Danemark VR I/1
- Sir Winston Churchill VR I/1
- Georges Clemenceau VR III/1
- Walter Cowan VR I/1
- Armando Diaz, 1er du de la Victoire VR I/1
- Józef Dowbor-Muśnicki VR I/2
- Gaston Doumergue VR III/1
- Eric Drummond, 16e comte de Perth VR III/1
- Martin Ekström VR I/1 et VR II/3
- Carl Enckell VR III/1
- Rafael Erich VR III/1
- Le très honorable Herbert Fisher VR III/1
- Ferdinand Foch VR I/1
- Pietro Gasparri VR III/1
- George V du Royaume-Uni VR I/1
- Sir Hubert Gough VR I/1
- Gustaf V de Suède VR III/1
- Douglas Haig, 1er comte de Haig VR I/1
- Józef Haller VR I/2
- Sir John Hanbury-Williams VR III/1
- Charles Hardinge, 1er baron Hardinge de Penshurst VR III/1
- Otto Heinze VR I/2, VR II/3
- Miklós Horthy VR III/1
- Esme Howard, 1er baron Howard de Penrith VR III/1
- Anton Irv VR I/2, VR II/2 et VR II/3
- Karl Jaanus VR II/3
- Gustav Jonson I/3 et II/2
- Kyösti Kallio VR III/1 et I/2
- Hans Kalm VR I/1 et VR II/3
- Hugo Kauler VR I/2
- Max Kennedy Horton VR I/2
- Lauri Kettunen VR III/2
- Julius Kuperjanov VR I/2, VR II/2 et II/3
- Ants Kurvits VR I/2
- Johan Laidoner VR I/1 et III/1
- Andres Larka VR I/1
- Jaan Lepp VR II/2 et VR II/3
- Eduards Kalniņš I/2
- Hans Leesment VR III/2
- David Lloyd George, 1e comte Lloyd George de Dwyfor VR III/1
- Karl Menning VR III/2
- Harri Moora VR II/3
- Benito Mussolini VR III/1
- Johannes Orasmaa VR I/2 et II/3
- Anton Õunapuu VR II/3
- Konstantin Päts VR I/1 et III/1
- Voldemar Päts VR III/2
- Paul Painlevé VR III/1
- Karl Parts VR I/1, II/2 et II/3
- Philippe Pétain VR I/1
- Józef Piłsudski VR I/1 et III/1
- Johan Pitka VR I/1
- Jaan Poska VR III/1
- Ernst Põdder VR I/1
- Konstantin Päts VR I/1 et III/1
- Viktor Puskar VR I/1
- Nikolai Reek VR I/2, II/2 et II/3
- August Rei VR III/1
- Tõnis Rotberg VR I/2
- Theodor Rõuk  VR I/2
- Comte Tadeusz Rozwadowski VR I/2
- Edward Ryan VR I/2
- Comte Carlo Sforza VR III/1
- Władysław Sikorski VR III/1
- Karl-Johannes Soonpää VR II/3
- Jaan Soots VR I/1
- Kazimierz Sosnkowski VR I/2
- Otto Strandman VR III/1
- Stanisław Szeptycki VR I/2
- Otto Tief VR II/3
- Aleksander Tõnisson VR I/2
- William George Tyrrell, 1er baron de Tyrrell VR III/1
- Kārlis Ulmanis VR III/1
- Victor Emmanuel III d'Italie VR III/1
- Aleksander Warma VR I/3
- Rosslyn Erskine-Wemyss, 1er baron de Wester Wemyss VR I/1
- Maxime Weygand VR I/1
- Jorģis Zemitāns VR I/2
- Werner Zoege von Manteuffel VR I/2